# Rybné
Rybné település Csehországban, a Jihlavai járásban. Rybné Jamné, Zhoř, Kozlov, Nadějov, Vysoké Studnice és Věžnice településekkel határos. Lakosainak száma 120 fő (2024. január 1.).

## Népesség
A település lakosságának változását az alábbi diagram mutatja:
| Lakosok száma | 228  | 268  | 310  | 183  | 122  | 115  | 123  | 120  | 126  | 120  |
|               | 1869 | 1900 | 1921 | 1961 | 1980 | 2011 | 2016 | 2019 | 2021 | 2024 |